# 锡芒佩雷拉
锡芒佩雷拉是巴西米纳斯吉拉斯州的一个市镇。总面积134.676平方公里，总人口2503人，人口密度18.6人/平方公里。